# Camillo Mazzella

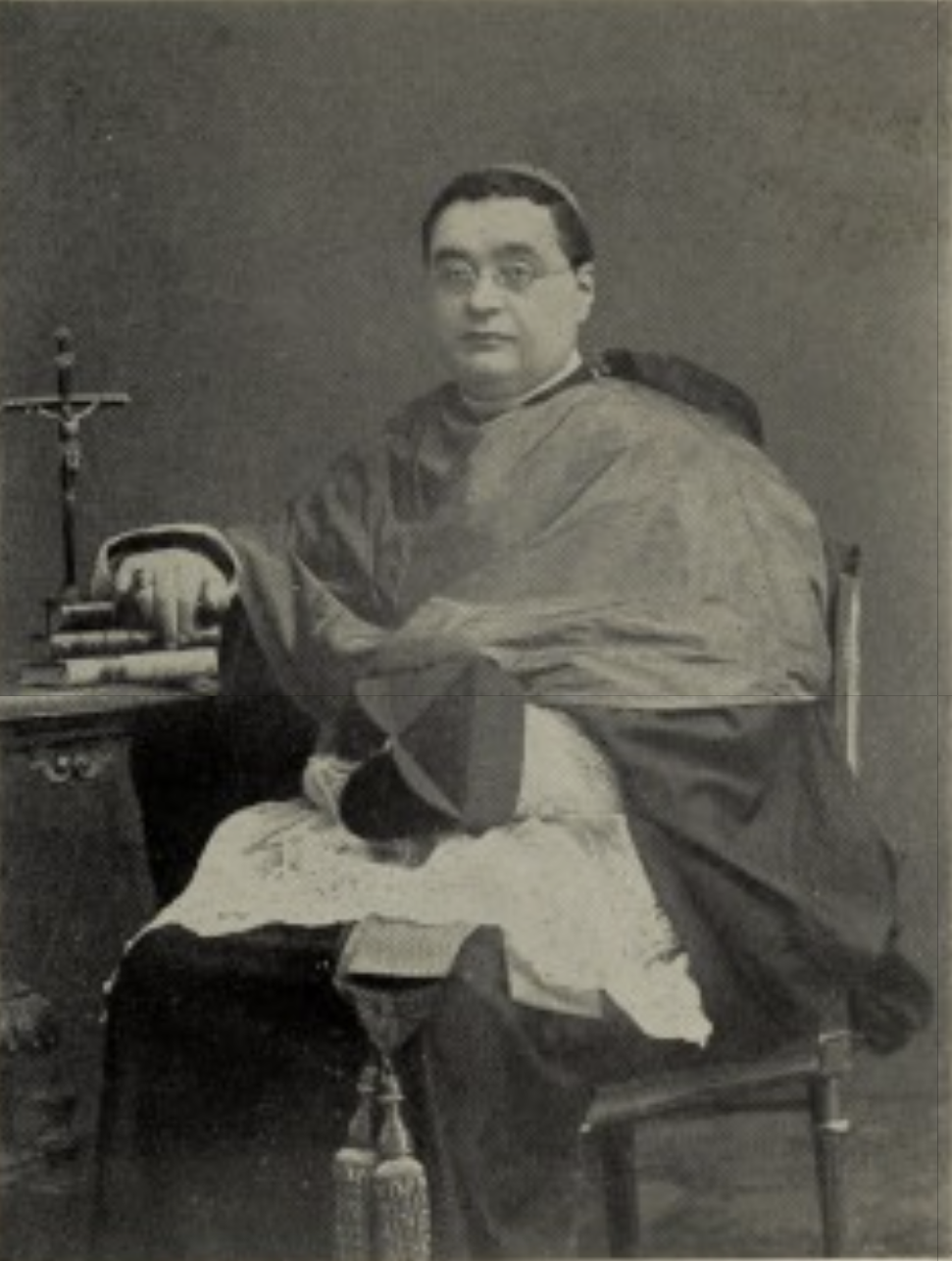
Camillo Kardinal Mazzella (Photo: Ende 19. Jhdt., Reproduktion 1927)

Camillo Mazzella SJ (* 10. Februar 1833 in Vitulano, Königreich beider Sizilien; † 26. März 1900 in Rom) war ein italienischer Theologe und Kardinal.

## Leben
Mazzella wurde am 10. Februar 1833 in Vitulano in der Nähe von Benevento geboren. Seine Priesterweihe fand am 8. September 1855 mit päpstlicher Dispens statt, weil er noch nicht das Kanonische Alter von 25 Jahren für den Empfang des Weihesakraments erreicht hatte. Er trat der Gesellschaft Jesu bei und legte am 5. September 1859 die Profess ab.
Danach lehrte er nacheinander Theologie in Fourvière, dann an der Georgetown University in Washington, er war Professor am Woodstock College, bevor er nach Rom berufen wurde, um an der Päpstlichen Universität Gregoriana zu lehren. Mazzella leitete später als Präsident die Päpstliche Universität Heiliger Thomas von Aquin.
Papst Leo XIII. nahm ihn im Konsistorium vom 7. Juni 1886 als Kardinaldiakon von Sant’Adriano al Foro ins Kardinalskollegium auf. Von 1893 bis 1897 leitete er als Präfekt die Studienkongregation. Am 22. Juni 1896 wurde er Kardinalpriester von Santa Maria in Traspontina. Er wurde am 18. April 1897 zum Kardinalbischof von Palestrina erhoben. Der Generalvikar für das Bistum Rom Lucido Maria Parocchi spendete ihm am 8. Mai desselben Jahres die Bischofsweihe; Mitkonsekratoren waren Casimiro Gennari, Titularerzbischof von Lepanto, und sein Neffe Orazio Mazzella, Weihbischof in Bari. Er ist damit der bisher einzige Jesuit, der zum Kardinalbischof ernannt wurde.
Mazzella war von 1897 bis zu seinem Tod Präfekt der Heiligen Ritenkongregation. Er starb am 26. März 1900 in Rom und wurde auf dem Friedhof Campo Verano beigesetzt.

## Familienbeziehungen
Sein Zwillingsbruder Enrico Mazzella SJ war Bischof von Bari. Sein anderer Bruder Pietro Mazzella trat auch den Jesuiten bei und war ebenfalls Priester.